# Північно-Західні провінції
25°27′ пн. ш. 81°51′ сх. д. / 25.45° пн. ш. 81.85° сх. д.
Північно-Західні провінції — адміністративний регіон Британської Індії. Північно-західні провінції були створені в 1836 році шляхом злиття адміністративних підрозділів переданих і завойованих провінцій. У 1858 році королівство Ауд, яким керували Наваб, було анексовано та об'єднано з Північно-Західними провінціями, утворивши перейменовані Північно-Західні провінції та Ауд. У 1902 році ця провінція була реорганізована в Об'єднані провінції Аґри і Ауда. Його столицею з 1858 року був Аллахабад, коли він також на один день став столицею Індії.

## Площа
Провінція включала всі частини сучасного штату Уттар-Прадеш, за винятком округу Лакхнау та відділу Файзабад у Аваді. Серед інших регіонів, включених у різний час, були: територія Делі з 1836 по 1858 рік, коли остання стала частиною провінції Пенджаб Британської Індії; Аджмер і Мервара, з 1832 і 1846 років, відповідно, до 1871 року, коли Аджмер-Мервара стала другорядною провінцією Британської Індії; і території Согор і Нербудда з 1853 по 1861 рік, коли вони були поглинені Центральними провінціями.

## Адміністрація
Північно-західними провінціями керував лейтенант-губернатор, який призначався Ост-Індською компанією з 1836 по 1858 рік і британським урядом з 1858 по 1902 рік.
У 1856 році, після анексії держави Ауд, Північно-Західні провінції стали частиною більшої провінції Північно-Західні провінції та Ауд. У 1902 році остання провінція була перейменована в Об'єднані провінції Аґри і Ауда; у 1904 році регіон у складі нових Сполучених провінцій, що відповідає Північно-Західним провінціям, було перейменовано на провінцію Агра.